# Таварес (Флорида)
Таварес (англ. Tavares) — місто (англ. city) в США, в окрузі Лейк штату Флорида. Населення — 19 003 особи (2020).

## Географія
Таварес розташований за координатами 28°47′48″ пн. ш. 81°44′22″ зх. д. / 28.79667° пн. ш. 81.73944° зх. д. (28.796584, -81.739518).  За даними Бюро перепису населення США в 2010 році місто мало площу 28,33 км², з яких 24,61 км² — суходіл та 3,72 км² — водойми. В 2017 році площа становила 34,61 км², з яких 30,64 км² — суходіл та 3,97 км² — водойми.

## Демографія
Згідно з переписом 2010 року, у місті мешкала 13 951 особа в 6143 домогосподарствах у складі 3803 родин. Густота населення становила 492 особи/км².  Було 7598 помешкань (268/км²).
Расовий склад населення:
| - 84,3 % — білих - 10,2 % — чорних або афроамериканців - 1,7 % — азіатів - 0,4 % — корінних американців - 0,1 % — вихідців з тихоокеанських островів - 1,6 % — осіб інших рас |

До двох чи більше рас належало 1,8 %. Частка іспаномовних становила 7,8 % від усіх жителів.
За віковим діапазоном населення розподілялося таким чином: 15,9 % — особи молодші 18 років, 50,5 % — особи у віці 18—64 років, 33,6 % — особи у віці 65 років та старші. Медіана віку мешканця становила 52,5 року. На 100 осіб жіночої статі у місті припадало 95,6 чоловіків;  на 100 жінок у віці від 18 років та старших — 93,6 чоловіків також старших 18 років.
Середній дохід на одне домашнє господарство  становив 50 176 доларів США (медіана — 39 532), а середній дохід на одну сім'ю — 57 206 доларів (медіана — 48 007). Медіана доходів становила 38 285 доларів для чоловіків та 32 107 доларів для жінок. За межею бідності перебувало 13,5 % осіб, у тому числі 28,1 % дітей у віці до 18 років та 8,6 % осіб у віці 65 років та старших.
Цивільне працевлаштоване населення становило 4527 осіб. Основні галузі зайнятості: освіта, охорона здоров'я та соціальна допомога — 26,2 %, мистецтво, розваги та відпочинок — 14,3 %, роздрібна торгівля — 12,0 %, науковці, спеціалісти, менеджери — 11,0 %.